# Malurus
Malurus es un género de aves paseriformes de la familia Maluridae. Sus componentes reciben el nombre común de ratonas australianas, debido a la forma ratonil de correr que exhiben como comportamiento de distracción cuando un depredador se acerca a su nido. 

## Especies
Tiene descritas las siguientes especies:
- Malurus alboscapulatus Meyer, 1874 ,
- Malurus amabilis Gould, 1852,
- Malurus coronatus Gould, 1858,
- Malurus cyanocephalus  (Quoy & Gaimard, 1830) ,
- Malurus elegans Gould, 1837,
- Malurus grayi  (Wallace, 1862) ,
- Malurus leucopterus Dumont, 1824,
- Malurus melanocephalus  (Latham, 1801) ,
- Malurus pulcherrimus Gould, 1844,
- Malurus cyaneus  (Latham, 1783) ,
- Malurus lamberti Vigors & Horsfield, 1827,
- Malurus splendens  (Quoy & Gaimard, 1830) ,